# 中山路 (杭州)

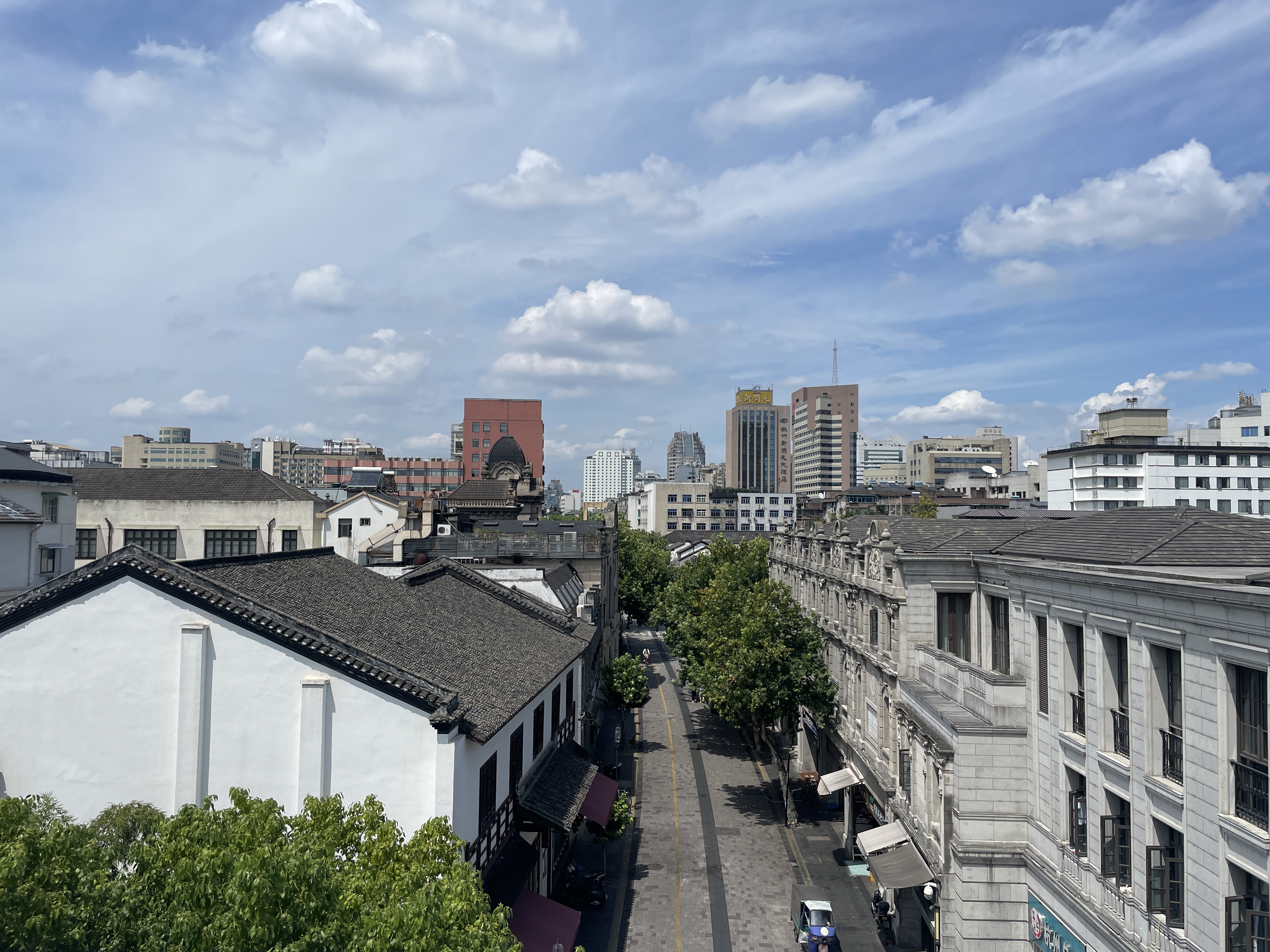
中山中路，自与西湖大道交叉口处天桥向北望。

中山路是位于中华人民共和国浙江省杭州市的一条南北向街道，纵贯老杭州城南北。

## 地理
北起文晖路，南至万松岭路，分中山北路、中山中路和中山南路。
其中，中山南路位于上城区境内，南至万松岭路，北到鼓楼。中山中路也位于上城区境内，南至鼓楼接中山南路，北到庆春路接中山北路，中间与河坊街、惠民路、西湖大道、清泰街、解放路、平海路等道路交汇。中山北路位于拱墅区境内，南到庆春路接中山中路，北至环城北路接上塘路，中间与凤起路、体育场路2条东西向干道交汇。

## 历史

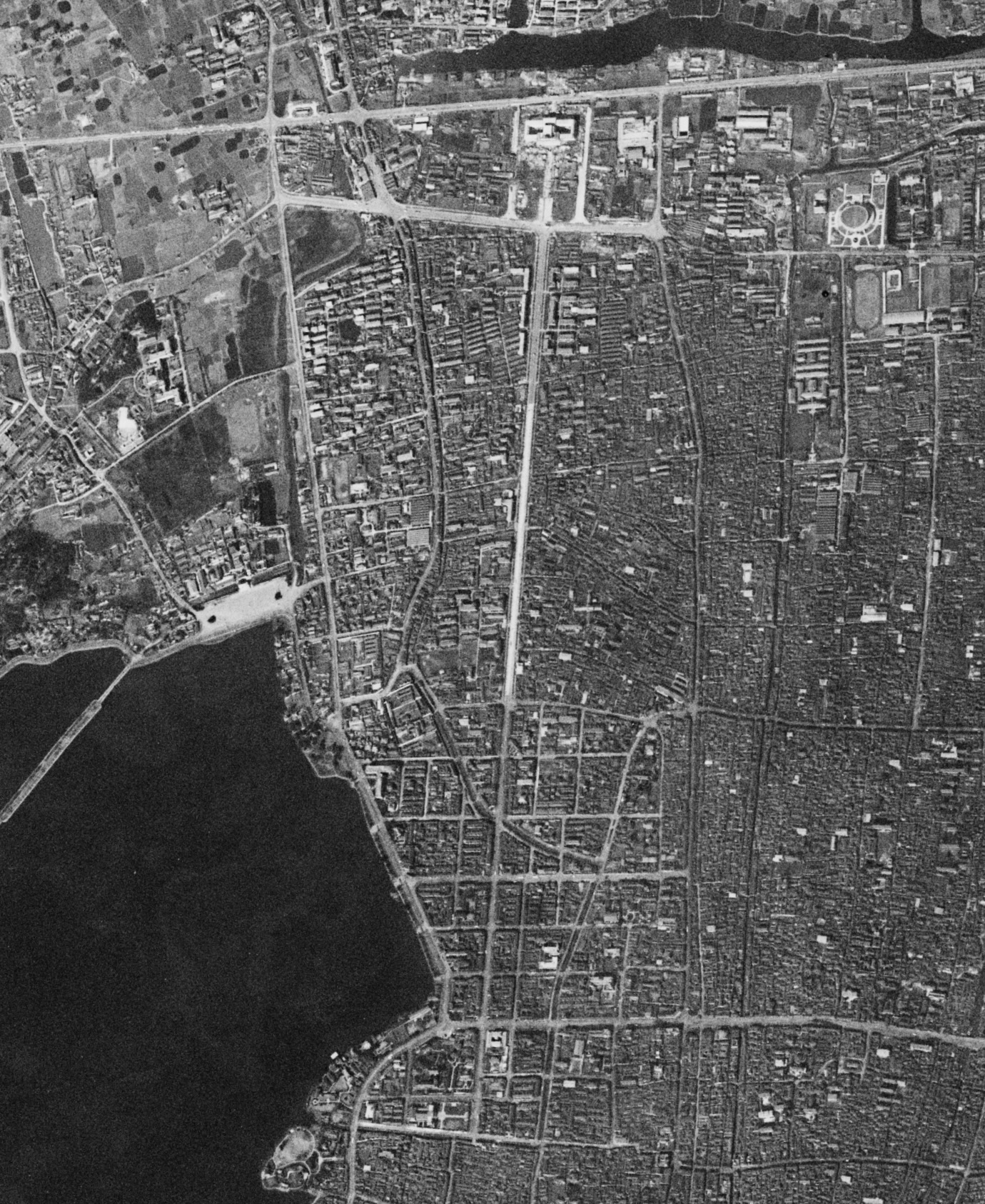
延安路以东的中山路附近卫星图（1969年）

南宋时期，杭州中山路为御街。此后历经元、明、清至民国，一直是杭州的主要街道。
2008年元旦，中山路整治工程全面启动，中山中路南段，从鼓楼至西湖大道为步行街。南宋皇城遗址保护从此开始，"东方威尼斯"城市水系工程由此开始，将建23座建筑博物馆，争取创建国家4A级景区。